# تشيكوغو (نهر)
نهر تشيكوغو Chikugo River هو نهر في اليابان.
يجري عابرا كل من محافظة كوماموتو، أويتا، فوكواكا، ساغا.
يبلغ طوله 143 كم، وهو أطول نهر في منطقة كيوشو. ويتدفق بدءا من جبل أسو ويصب في بحر أرياكي.